# WCDMA02
WCDMA02 è una District Management Area della municipalità distrettuale di Cape Winelands.
Il suo territorio  si estende su una superficie di 10.758 km²; la sua popolazione, in base al censimento del 2001, è di 6.543 abitanti.

## Città e comuni
- Avondrust
- Bloutoring
- Boerboonfontein
- Bokrivier
- Die Draai
- Hoek van die Berg
- Hottentotskloof
- Jan de Boers
- Keeskraal
- Lemoenshoek
- Nouga
- Kraggasrivier
- Warmwaterberg

## Fiumi
- Adamskraal
- Brak
- Brakfonteinspruit
- Doring
- Gemsbok
- Groot
- Leeu
- Muishond
- Ongeluks
- Patats
- Renoster
- Riet
- Skurweberg
- Smitswinkel
- Tankwa
- Touws
- Ysterdams

## Dighe
- Bellair Dam
- Gants Dam
- Jakkals Dam
- Lakenvlei Dam
- Lochlynne Dam
- Oudebaaskraal Dam
- Rooifontein no.2- Dam
- Swartkop se Dam
- Verkeerdevlei Dam